# 乌尔
乌尔（羅馬化：Urim、或，羅馬化：Uru），又稱吾珥，是美索不达米亚的一座古城。当时位于底格里斯河与幼发拉底河注入波斯湾的入海口，遗址位于今伊拉克，巴格达以南纳西里耶附近，幼发拉底河的南部。它的地理位置是北纬30°57'和东经46°6'。屬伊拉克濟加爾省。
此城是人類最早的城市之一，中译本《圣经》将其译为“吾珥”，是犹太人祖先亚伯拉罕的故乡，也是犹太人的发源地。後來在西元前500年左右被廢棄。
废墟遗址上最显眼的是一座供奉月神的神庙，这座神庙基本被保存下来了。現在經過重建，它是一座两层高的砖建筑物，下层的砖是用沥青结合起来的，上层的砖是用灰胶结合的。除这座神庙外还有许多过去住房的遗迹。

## 历史

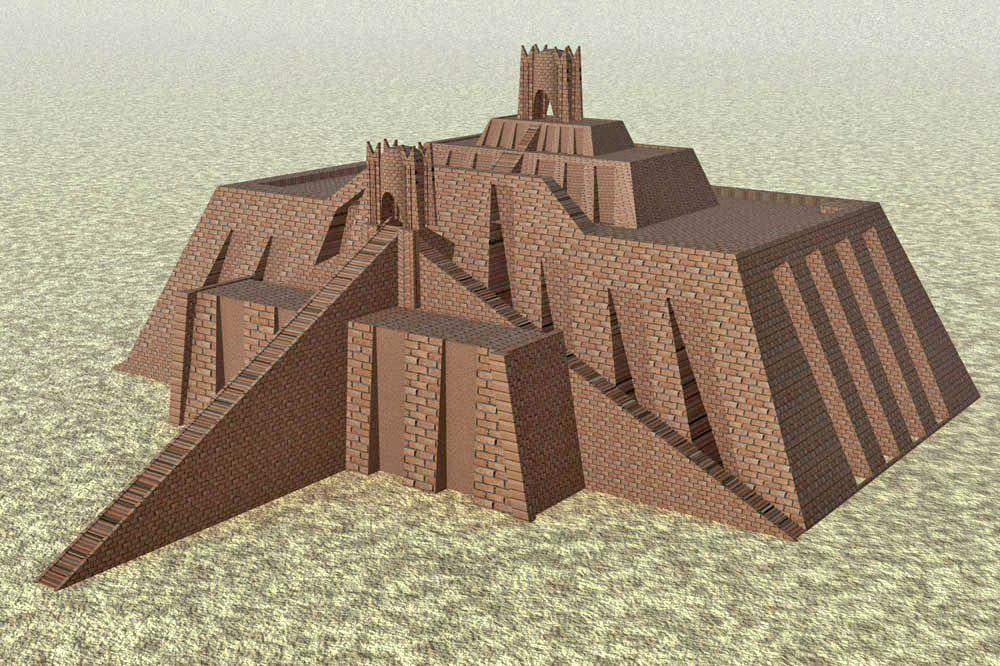
烏爾第三王朝時代所建立的乌尔大塔庙

乌尔最早的建筑始於前5500年左右，属于欧贝德文化，这是美索不达米亚南部可考证的最早文化。后来乌尔似乎有一段时间被遗弃。
前27世纪乌尔又开始繁荣起来。这段时间里它似乎成为苏美尔神话中月神南纳的圣地。
乌尔的地理位置既有利于对阿拉伯半岛的海上，又有利于陆上的贸易。这段时间里在乌尔建造了许多精心设计和建造的墓。最后乌尔的国王成为苏美尔的统治者。这个王朝被称为烏尔第一王朝。
前2340年左右第一王朝被阿卡德帝国的萨贡一世消灭。以后这段时间里的事件不是十分清楚。今天所知的仅仅是当时还有过一个烏尔第二王朝。
乌尔第三王朝的建立者是乌尔纳姆，其统治时间是从前2113年至前2096年。在他的统治期间乌尔建造了许多庙宇，包括今天留下来的神庙，农业灌溉也获得改善。
乌尔纳姆法典是世界上最早的类似的文件。1952年在伊斯坦布尔发现了它的残片。比汉穆拉比法典还早。流传到今天的苏美尔文学作品之一描写的是乌尔纳姆的死和他死后在阴世的旅行。
前2006年左右埃兰人消灭了乌尔第三王朝。伊辛第一王朝又赶走埃兰人，占据了乌尔，以乌尔第三王朝的继承者自居。以后，乌尔城在政治上便逐渐不再重要。
《圣经》称乌尔为“迦勒底的吾珥”，迦勒底人约于前10世纪在此定居。圣经称乌尔是亚伯拉罕的诞生地，是北迦勒底最大的城市，是其商业和政治中心。
前6世纪在尼布甲尼撒二世的统治下乌尔又建造了一些新的建筑。巴比仑最后一位国王拿波尼度还对今天幸存的那座神庙做了改善。前550年左右乌尔的人口开始减少，原因可能是因为河流改道造成的干旱以及波斯湾被泥沙的淤积。到前500年乌尔已经无人居住了。它可能还作为圣地起过一段时间的作用。

## 考古

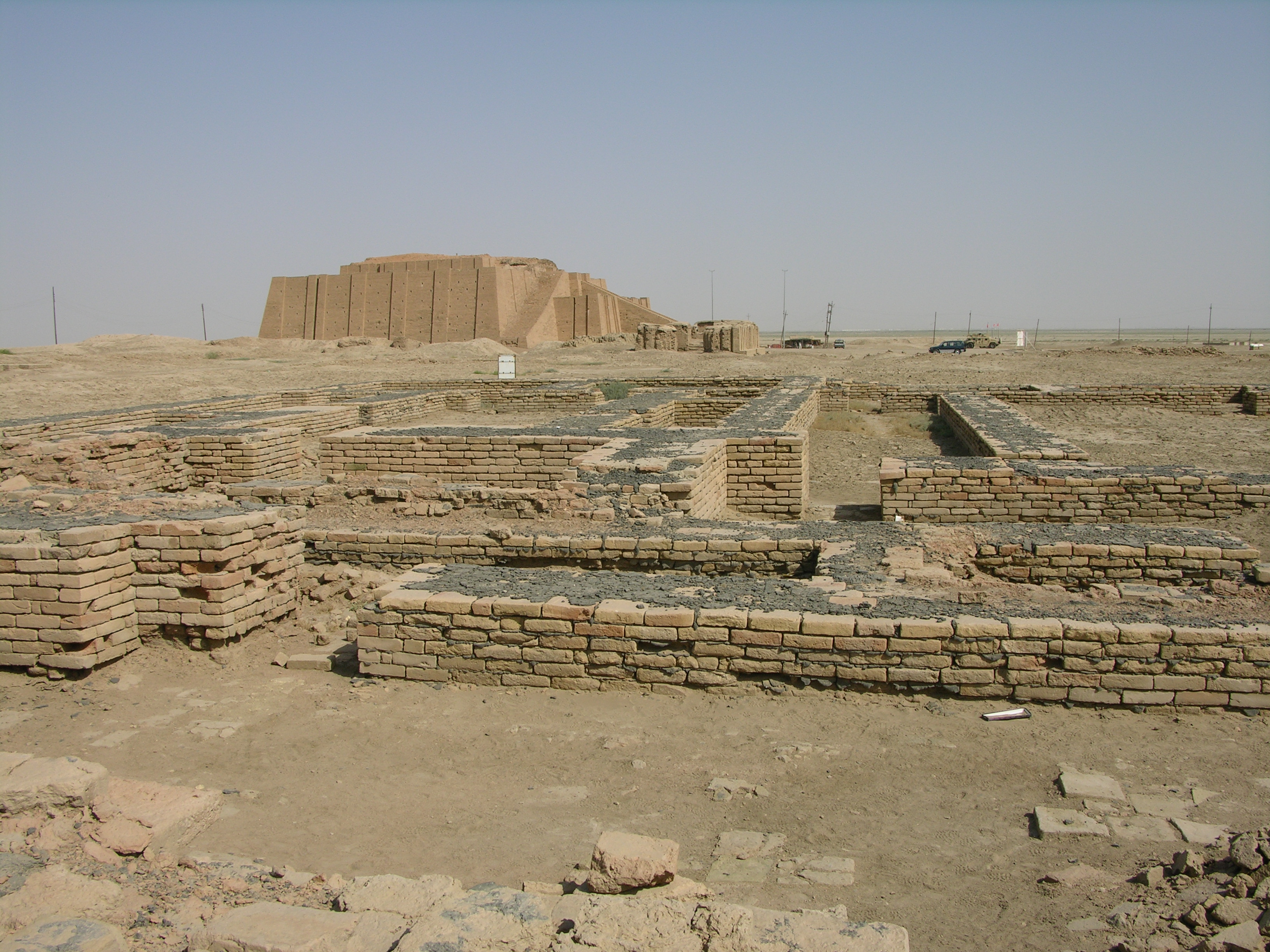
烏爾城邦遺址

17世纪中叶彼特罗·代拉·瓦勒来到乌尔，他发掘了许多古老的、用沥青沾在一起的砖，上面印有许多奇怪的符号，还有如同印一样的写有同样符号的黑色大理石。
最早在乌尔进行发掘工作的是一位英国总领事泰勒，他发掘了神庙的部分。在神庙最上层的四个角上有巴比仑最后那位国王拿波尼度（前639年）的书文，其结尾是一个为他儿子做的祈祷。在对神庙进行修复时人们还发现了其他国王的印记。其中尼布甲尼撒声称重建神庙。泰勒还发掘了神庙附近一座有趣的巴比仑建筑和一个古老的巴比仑墓地的部分。他发现在城市的周围有很多后来的墓葬。显然后来乌尔即使在不被居住后依然享受一个圣地的名声，后来成为一个墓地。
泰勒后还有不少旅行家来到这里，他们都发现地面上散布着古老的巴比仑遗迹和写有符号的石头等等。许多人认为乌尔是一个容易发掘而又丰富的遗址。
从1922年到1934年大英博物馆和宾西法尼亚大学资助对乌尔的发掘，其领导人是考古学家查尔斯·伦纳德·伍利。他们一共发掘了约660座墓葬，包括16座被称为“皇家墓葬”的、拥有众多古迹的墓。大多数皇家墓葬的时间是约前27世纪。其中包括普阿比（Puabi）女王的未被盗的墓（她的名字写在墓内的一块圆柱形印上因此被流传下来了）。与她一起还有许多殉葬的人被埋在她的墓中。除普阿比女王，其他墓穴亦有活人殉葬的現象（死者無反抗跡象且每人身旁置有杯子）。在神庙的附近还发掘了其它的庙宇以及国王和祭司的住房。在庙宇区外还发现了许多普通人的住房。在皇家墓葬的下面考古学家发现了一层淤积的粘土，在它的下面他们发现了更早的遗迹，其中包括殴贝德文化的陶瓷。伍利后来写了多部关于在乌尔的发掘工作及其发现的书和文章。
今天，大部分在乌尔被发现的遗迹保存在大英博物馆或宾西法尼亚大学的考古和人类学博物馆。